# Loitendorf
Loitendorf ist ein Ortsteil der Gemeinde Schönthal im Landkreis Cham des Regierungsbezirks Oberpfalz im Freistaat Bayern.

## Geografie
Loitendorf liegt 740 Meter nordöstlich der Staatsstraße 2400, 2,8 Kilometer nördlich von Schönthal. Loitendorf liegt 1,4 Kilometer südwestlich der Bayerischen Schwarzach. Nördlich von Loitendorf fließt der Eschlbach in Richtung Osten der Bayerischen Schwarzach zu. Am Südrand von Loitendorf entspringt der Hängebach, der nach Süden zum Langerbach fließt, welcher dann bei Schönthal in die Schwarzach mündet.

## Geschichte
Loitendorf (auch: Laykkendorf, Laykendorf, Laytgendorff, Laittendorf, Laittendorff, Laitendorff) gehört zu den -dorf-Orten. Die Ortsnamenforschung kennzeichnet die auf -dorf endenden Ortsnamen als Gründungen aus dem 9. bis 12. Jahrhundert. Solche Ortsnamen treten in der Umgebung von Waldmünchen gehäuft auf.
Im 12. Jahrhundert lag Loitendorf im Einflussbereich der Altendorfer-Leonberger, die in Loitendorf Lehen hatten.
1285 erhielt das Kloster Schönthal Zehntrechte in Loitendorf.
1303 schenkte Hiltprant von Puchperch dem Kloster ein Gütel in Loitendorf. 1304 verkauften die Grafen von Leonberg ein Anwesen in Loitendorf an das Kloster Schönthal.
Im Verzeichnis der Erträge des Klosters Schönthal von 1429 wurde Loitendorf genannt. 1483 verkaufte Balthasar Warttperger zum Karnperg einen Untertan in Loitendorf an Sebastian Pflug.
1505 wurde Loitendorf genannt. 1522 erschien es mit 8 Amtsuntertanen. 1522 gehörten Untertanen in Loitendorf zum Kastenamt Rötz. 1588 hatte Loitendorf 1 Hof, 6 Güter, 4 Sölden, 2 Inwohner. In einem Verzeichnis von 1588 wurden Mannschaften in Loitendorf als zur Frais Schwarzenburg gehörig aufgeführt.
In der Steueranlage von 1630 wurde das Pflegamt Rötz in vier Viertel eingeteilt. Dabei gehörte Loitendorf zum 3. Viertel. 1630 hatte Loitendorf 1 Hof, 6 Güter, 1 Gütl, 1 Söldengütl, 3 Sölden, 1 Söldenhäusl, 4 Inwohner, davon 1 Hütmann. 1670 gab es in Loitendorf 1 Hof, 6 Güter, 2 Sölden, 4 Söldenhäusl, davon 1 öd.
1808 wurden für Loitendorf 13 Anwesen, 1 Hüthaus, 2 Weber, 1 Schneider, 1 Wirt aufgeführt.
1808 wurde die Verordnung über das allgemeine Steuerprovisorium erlassen. Mit ihr wurde das Steuerwesen in Bayern neu geordnet und es wurden Steuerdistrikte gebildet. Dabei kam Loitendorf zum Steuerdistrikt Schönthal. Der Steuerdistrikt Schönthal bestand aus den Dörfern Schönthal, Loitendorf, Trosendorf und Thurau und der Einöde Wullnhof.
1820 wurden im Landgericht Waldmünchen Ruralgemeinden gebildet. Dabei wurde Loitendorf Ruralgemeinde. Die Gemeinde Loitendorf bestand aus den beiden Dörfern Loitendorf mit 20 Familien und Trosendorf mit 12 Familien und der Einöde Wullnhof mit 3 Familien. 1978 ging die Gemeinde Loitendorf in der Gemeinde Schönthal auf.
Loitendorf gehört zur Pfarrei Hiltersried. 1997 hatte Loitendorf 101 Katholiken.

## Einwohnerentwicklung ab 1820
| Jahr | Einwohner   | Gebäude |
| ---- | ----------- | ------- |
| 1820 | 20 Familien | k. A.   |
| 1838 | 142         | 15      |
| 1861 | 113         | 35      |
| 1871 | 103         | 59      |
| 1885 | 109         | 16      |
| 1900 | 99          | 18      |
| 1913 | 94          | 16      |

| Jahr | Einwohner | Gebäude |
| ---- | --------- | ------- |
| 1925 | 111       | 19      |
| 1950 | 135       | 20      |
| 1961 | 114       | 19      |
| 1970 | 103       | k. A.   |
| 1987 | 99        | 23      |
| 2011 | 70        | k. A.   |